# Francis Severeyns
Francis Severeyns (Westmalle, 8 januari 1968) is een Belgische voetballer, bijgenaamd Cisse. Hij speelde in binnen- en buitenland voor Antwerp FC, Pisa Calcio, KV Mechelen, FC Tirol Innsbruck en Germinal Beerschot.
In 1988 werd Severeyns topschutter met 24 doelpunten in de Belgische Eerste klasse. Datzelfde jaar werd hij ook verkozen tot Jonge Profvoetballer van het Jaar. Hij speelde op 12 mei 1993 mee in de finale van de strijd om de Europacup II, die Antwerp FC in het Wembley Stadium in Londen met 3-1 verloor van Parma FC. Hij maakte het enige Antwerpse doelpunt.
Tijdens het seizoen 2013-2014 speelde Cisse Severeyns in het Antwerpse provinciale voetbal bij KV Westmalle, de club waar het voor hem, vele jaren geleden, allemaal begonnen is. Na zijn tweede seizoen voor de club, 2014-2015 besluit hij zijn schoenen definitief aan de haak te hangen. Dit werd gevierd met een galamatch tussen zijn jeugdvrienden en zijn ploeggenoten van Antwerp FC die de finale van de Europacup hebben gespeeld aangevuld met BV's.
In het seizoen 2015-2016 begon hij aan een trainerscarrière bij KV Westmalle.
Sinds 2007 is Severeyns ook vastgoedmakelaar. In 2017 was hij in die hoedanigheid op tv-zender VIER te zien als een van de drie makelaars in het programma Huizenjagers.
De Vlaamse tv-serie Spitsbroers zou deels op anedoktes van Severeyns gebaseerd zijn.

## Overzicht
| Seizoen | Club                           | Wedstrijden | Doelpunten | Competitie    |
| ------- | ------------------------------ | ----------- | ---------- | ------------- |
| 1985/86 | Royal Antwerp FC               | 16          | 4          | Eerste Klasse |
| 1986/87 | Royal Antwerp FC               | 27          | 6          | Eerste Klasse |
| 1987/88 | Royal Antwerp FC               | 33          | 24         | Eerste Klasse |
| 1988/89 | Pisa Calcio                    | 26          | 0          | Serie A       |
| 1989/90 | KV Mechelen                    | 11          | 4          | Eerste Klasse |
| 1990/91 | KV Mechelen                    | 28          | 13         | Eerste Klasse |
| 1991/92 | KV Mechelen                    | 29          | 4          | Eerste Klasse |
| 1992/93 | Royal Antwerp FC               | 33          | 19         | Eerste Klasse |
| 1993/94 | Royal Antwerp FC               | 32          | 12         | Eerste Klasse |
| 1994/95 | Royal Antwerp FC               | 26          | 12         | Eerste Klasse |
| 1995/96 | Royal Antwerp FC               | 27          | 13         | Eerste Klasse |
| 1996/97 | Royal Antwerp FC               | 30          | 13         | Eerste Klasse |
| 1997/98 | FC Tirol Innsbruck             | 36          | 10         | Eerste Klasse |
| 1998/99 | FC Germinal Ekeren             | 15          | 6          | Eerste Klasse |
| 1999/00 | Germinal Beerschot             | 18          | 2          | Eerste Klasse |
| 2000/01 | Germinal Beerschot             | 22          | 13         | Eerste Klasse |
| 2001/02 | KVC Westerlo                   | 23          | 5          | Eerste Klasse |
| 2002/07 | R. Cappellen FC                | 138         | 74         | Derde Klasse  |
| 2007/08 | KFC Sint-Lenaarts              | 25          | 14         | Vierde Klasse |
| 2008/09 | KFC Sint-Lenaarts              | 28          | 11         | Vierde Klasse |
| 2009/12 | Gooreind VV                    | /           | /          | Provinciale   |
| 2012/13 | KFC De Kempen Tielen-Lichtaart | /           | /          | Provinciale   |
| 2013/15 | KV Westmalle                   | /           | /          | Provinciale   |
|         | Totaal:                        | 623         | 259        |               |

## Interlands
| Interlands van Cisse Severeyns | Interlands van Cisse Severeyns | Interlands van Cisse Severeyns | Interlands van Cisse Severeyns | Interlands van Cisse Severeyns | Interlands van Cisse Severeyns |
| Nr.                            | Datum                          | Wedstrijd                      | Uitslag                        | Soort Wedstrijd                | Goals                          |
| Als speler van Antwerp FC      | Als speler van Antwerp FC      | Als speler van Antwerp FC      | Als speler van Antwerp FC      | Als speler van Antwerp FC      | Als speler van Antwerp FC      |
| ------------------------------ | ------------------------------ | ------------------------------ | ------------------------------ | ------------------------------ | ------------------------------ |
| 1.                             | 19 januari 1988                | Israël - België                | 2-3                            | vriendschappelijk              | -                              |
| 2.                             | 26 maart 1988                  | België - Hongarije             | 3-0                            | vriendschappelijk              | 1                              |
| Als speler van Pisa Calcio     |                                |                                |                                |                                |                                |
| 3.                             | 12 oktober 1988                | België - Brazilië              | 1-2                            | vriendschappelijk              | -                              |
| 4.                             | 19 oktober 1988                | België - Zwitserland           | 1-0                            | WK kwalificatie 1990           | -                              |
| Als speler van KV Mechelen     |                                |                                |                                |                                |                                |
| 5.                             | 9 oktober 1991                 | Hongarije - België             | 0-2                            | vriendschappelijk              | -                              |
| 6.                             | 26 februari 1992               | Tunesië - België               | 2-1                            | vriendschappelijk              | -                              |
| Als speler van Antwerp FC      |                                |                                |                                |                                |                                |
| 7.                             | 31 maart 1993                  | Wales - België                 | 2-0                            | WK kwalificatie 1994           | -                              |
| Totaal                         | Totaal                         | Totaal                         | Totaal                         | Totaal                         | 1                              |

## Palmares
KV Mechelen
- Amsterdam Tournament: 1989[4]
- Jules Pappaert Cup: 1990[5]
- Beker van België: 1990–91 (finalist), 1991-92 (finalist)

Royal Antwerp
- UEFA Beker der Bekerwinnaars: 1992-93 (finalist)